# Мішель Кадо
Міше́ль Кадо́ (фр. Michel Cadot; нар. 29 липня 1926, Буа-Коломб поблизу Парижа) — французький літературознавець і україніст. Доктор філології (1967). Член НТШ (1998).